# Dirección HDLC
El campo dirección de la trama HDLC, que está en  el header, junto al campo de control, identifica a nivel de enlace las estaciones origen o destino de la información (no se usa para encaminamiento (routing)). Es un campo de un octeto (byte) de longitud por defecto, pero se puede extender cuando sea necesario.

## Campos
- SAP, identifica las entidades de las capas adyacentes.
- C/R, identifica si la envía o la recibe (comando/respuesta)
- E, si 1-simple, si 0-extendida (un byte al lado)